# Gentianella lutescens
Gentianella lutescens là một loài thực vật có hoa trong họ Long đởm. Loài này được (Velen.) Holub mô tả khoa học đầu tiên năm 1967.